# Стадион Lower.com
Стадион Lower.com (енгл. Lower.com Field) је фудбалски стадион у Коламбусу, Охајо, Сједињене Америчке Државе. Служи првенствено као домаћи стадион за „Колумбус Кри” из Мајор лиге фудбала, замењујући претходни дом клуба, Хисторик Кру стадион. Нови стадион кошта 314 милиона долара и налази се у центру мешовитог Астор Парка у близини Арене и центра града. Стадион прима 20.371 гледаоца и укључује 30 апартмана и 1.900 клупских места за седење.

## Историја
Првобитно је планирано да изградња новог стадиона почне у лето 2019. године. Постављање темеља је касније померено за 10. октобар 2019. године.[3] Када нови стадион буде завршен, стадион Стадион Хисторик кру је планиран да бити преуређен у центар за тренинг и обуку играча фудбалског клуба „Колумбус Круа”, као и спортски парк у заједници.
Дана 15. јуна 2021. године, екипа је објавила да је компанија за онлајн некретнине Ловер.ком са седиштем у Коламбусу купила права на именовање стадиона, по неписаном правилу услови уговора нису објављени.
Прва утакмица на „Ловер.цом Филд” стадиону је одиграна 3. јула 2021. године и резултирала је нерешеним резултатом 2 : 2 између Коламбуса и „Њу Ингланд Револшна”. Делови стадиона су у то време још увек били у изградњи. Први гол у историји стадиона постигао је Тајон Бјукенен из екипе Њу Ингланда. Први гол Коламбуса постигао је Гјаси Зардес. Дана 17. јула 2021. екипа је забележила своју прву победу на Ловер.цом Филду победом од 2 : 1 над екипом Њујорк Ситија.

## Међународне утакмице

### Утакмице мушкараца
| Датум             | Селекција #1     | Резултат | Селекцоја #2 | Турнир                                                                  | Гледалаца |
| ----------------- | ---------------- | -------- | ------------ | ----------------------------------------------------------------------- | --------- |
| 13. октобар 2021. | Сједињене Државе | 2 : 1    | Костарика    | Квалификације за Светско првенство у фудбалу 2022 – Конкакаф трећи круг | 20.165    |
| 27. јануар 2022.  | Сједињене Државе | 1 : 0    | Салвадор     | Квалификације за Светско првенство у фудбалу 2022 – Конкакаф трећи круг | 20.000    |

### Утакмице жена
| Датум         | Селекција #1     | Резултат | Селекцоја #2 | Турнир      | Гледалаца |
| ------------- | ---------------- | -------- | ------------ | ----------- | --------- |
| April 9, 2022 | Сједињене Државе | 9 : 1    | Узбекистан   | Пријатељска | 12.071    |